# Палата каталонске музике
Палата каталонске музике (cat. Palau de la música catalana) је концертна дворана у Барселони. Дизајнирао ју је Љуис Доменек и Мунтанер (cat. Lluís Domènech i Montaner), каталонски архитекта и представник каталонског модернизма. Изградња је трајала од 1905. до 1907. године, а 1997. године је уписана на Унисков списак Светске баштине.

## Историја
Палата је изграђена је по наруџбини певачког друштва Orfeó Català, које су 1891. године основали Љуис Миљет (cat. Lluís Millet) и Амадеу Вивес (cat. Amadeu Vives). Њена градња одобрена је 1904. године, а камен темељац је постављен на дан Сан Ђордија, 23. априла 1905. године.
Инаугурација Палате била је 9. фебруара 1908. године, иако је почела са радом још крајем претходне, 1907. године, док је изградња још увек трајала. Током година, Палата је више пута реконтруисана и обнављана.
Прве реформе о којима постоји документација догодиле су се 1946. године, када је уведено грејање. Следећа се догодила 1957. године, током које је изведен низ радова, које је предводио архитекта Ђорди Бонет (cat. Jordi Bonet), везаних за акустичну изолацију, хлађење, радове у предворју, бар, санитарије, расвету, просторију за пробе, тепихе, тротоари, итд. Након тога, 1968. године урађена је нова климатизација и обновљене су скулптуре на сцени. После 1971. године уследиће још једна фаза реновирања, након проглашења Палате исте године уметничким и историјским спомеником од националног интереса. Овим радовима управљали су архитекте Ђорди Вилардага (cat. Jordi Vilardaga) и Ђуан Басегода и Нонељ (cat. Joan Bassegoda i Nonell). Током ове обнове, догодиле су се промене у Концертној дворани, где су обновљени керамика, стакла, мозаици, скулптуре, слике, штукатуре, итд. Тада су реновирани и фасада и кровови.
Како је зграда имала велики број недостатака у погледу безбедности и акустике, али и неудобност за публику, непостојање баре ни гардеробе, мали број свлачионица и лоша позиционираност архива и библиотеке, дошло је до нове реконструкције и пројекта под називом Isla del Palau (1982—1989). Овај пројекат обухватио је смањење дужине цркве Сан Франсеск де Паула (cat. Sant Francesc de Paula), која је била поред Палате, како би било више простора, али и радове који су имали за циљ модернизовање зграде. Обновљена је метална конструкција, обезбеђен је нови кров са кровним прозорима, поправљена је акустика, омогућен нови приступ првом и другом спрату, итд.
Следеће реновирање трајало је од 1998. до 2004. године. Један од циљева овог реновирања био је да се добије потпуна светлост на левој фасади Палате. Године 2000. црква Сан Франсеск де Паула почела је да се руши, а на том месту почиње да се гради сала Петит Палау (cat. Petit Palau), за коју је 2001. постављен камен темељац. Друго проширење Палате догодило се 2004. године.
Последње рестаурације и промене догодиле су се између 2005. и 2015. године. Рестаурација је укључила већ постојеће елементе на фасадама, унутрашњу структуру балкона на првом спрату, итд. Такође, извршени су и радови који су прилагодили простор новом технологијама, као и прилагођавање зграде Петит Палау стандардима заштите од пожања, сигурности и евакуације у случају банредне ситуације. Коначно, 2015. године, обновљена је столарија и витражи на фасадама улица Амадеу Вивас и Сан Пере Мес Алт.

## Зграда
Модернистичка зграда је структурирана око централне металне структуре, прекривене стаклом кроз које пролази природна светлост што најважније дело Доменека и Мунтанера претвара у кутију чаробне музике где се комбинују све примењене уметности: скулптура, мозаик, витраж. Како би сви могли да уживају у овом ремек-делу, Палата организује вођене туре током којих се може разгледати овај модернистички драгуљ.
Важан аспект Палате каталонске музике је сав декоративни и украсни рад, пажљиво уметнут у архитектуру помоћу разних техника, тако да изгледа као да се ради о кожи. Украсне радове пратио је и сам Монтанер, а у пројекту изградње Палате учествовали су неки од најбољих уметника модернизма.
Палата каталонске музике састоји се из предворја, Концертне дворане, Petit Palau, Пробна Сала друштва Orfeó Català, и Сале Љуис Миљет.

### Концертна дворана
Концертна дворана, једна од најлепших на свету, домаћин је већ више од сто година, како светским, тако и домаћим премијерама симфонијске и хорске музике у земљи. Просторија је испуњена природном светлошћу, а централни део испуњен је светларником који представља сунце. Мистична и парадоксална дворана препуна је ликова попут муза које окружују позорницу и природних мотива као што су цвеће, палме и воће.

### Petit Palau
Модерна дворана још је једно од места где се одвија музички живот ове установе. Изграђена је 2004. године, а идеална је за камерну музику или концерте малог обима, и нуди одличну акустику и високотехнолошку аудио-визуелну опрему.

### Пробна сала музичког друштваOrfeó Català
Последњи драгуљ Палате каталонске музике је сала за пробе друштва Orfeó Català. Ово је удобан и интиман простор за концерте малог формата, разговоре, презентације, и наравно за пробе овог музичког друштва.

### Сала Љуис Миљет
Сала Љуис Миљет налази се на првом спрату, испред Концертне дворане и представља место сусрета или чекаоницу, а посвећена је Љуису Миљету, музичару и оснивачу друштва Orfeó Català. Хала је двоетажна, са великим витражима украшеним цветним дизајном, што даје изузетан ефекат. Још је изузетније балкон који се може видети кроз ове прозоре, с двоструком колонадом украшеном препознатљивим бојама и украсима.

### Предворје
Предворје Палате може да прими велики број људи, и када се одржавају представе, али и када се корисни као ресторан или кафетерија. Широки лукови изграђени су од опеке и зелене и цветне керамике који овом простору дају изванредан изглед.